# Arkarazo
Arkarazo es una entidad de población española del municipio de Arechavaleta, perteneciente a la provincia de Guipúzcoa, en la comunidad autónoma del País Vasco.

## Toponimia
El nombre del lugar puede encontrarse referido con las grafías Arkaraso y Arkarazo.

## Historia
Hacia mediados del siglo XIX, el lugar, una anteiglesia perteneciente a Arechavaleta, tenía contabilizada una población de 186 habitantes. Aparece descrito en el segundo volumen del Diccionario geográfico-estadístico-histórico de España y sus posesiones de Ultramar de Pascual Madoz de la siguiente manera:

ARCARASO: anteigl. en la prov. de Guipúzcoa (11 leg. de Tolosa), dióc. de Calahorra (22), part. jud. de Vergara (3), y ayunt. de Arechavaleta (1/2): sit. en una altura casi llana: clima frio, pero sano; sobre 12 casas, varias de ellas solariegas, forman esta reducida pobl., y su igl. parr. (San Millan) está servida por un beneficiado que provee el diocesano en hijos patrimoniales mediante concurso: confina con Arechavaleta, Aozaraza, montes de Aranzazu y r. Deva, al cual se dirijen los varios arroyuelos que corren por el térm.: este participa de monte poblado y de llano bastante fuerte: los caminos son locales y estrechos: el correo se recibe en Arechavaleta: prod.: trigo, maiz, centeno, avena, varias legumbres, lino, castañas, manzanas, nueces y pastos; cría ganado vacuno, lanar y de cerda: pobl.: 56 vec., 186 alm.
(Madoz, 1845, p. 467)

En 2022, la entidad singular de población tenía empadronados 37 habitantes.

## Patrimonio
En el lugar hay una iglesia bajo la advocación de San Millán.